# Thecacera vittata
Thecacera vittata is een slakkensoort uit de familie van de Polyceridae. De wetenschappelijke naam van de soort is voor het eerst geldig gepubliceerd in 1994 door Yonow.